# Jochen Müller (calciatore 1963)
Jochen Müller (Erbach, 18 aprile 1963) è un ex calciatore tedesco, di ruolo difensore.